# Amelia Warren Griffiths
Amelia Warren Griffiths, född Rogers 14 januari 1768 i Pilton i norra Devon, död 4 januari 1858 i Torquay, var en brittisk strandsökare och amatör-fykolog, som både hade stor betydelse för den tidiga forskningen om alger och sjögräs och för att väcka allmänhetens intresse för växtlivet i havet. Redan 1817 var Griffiths namn så stort i botanikervärlden att Carl Adolph Agardh namngav rödalgssläktet Griffithsia (ledalger) efter henne.
Efter att ha blivit änka med fem barn bosatte hon sig i Torquay 1829, vilket gav upphov till namnet Mrs Griffiths of Torquay, som hon blev känd som i forskarsamhället. Där samlade hon tillsammans med sin vän Mary Wyatt, som drev en butik för pressade växter, in många olika arter och korresponderade med de främsta experterna inom fältet. 1833 kom de två första volymerna av Griffiths och Wyatts verk Algae Danmoniensis ut, som var och en innehöll 50 arter av pressade havsväxter. Det skulle senare komma ytterligare två volymer.